# Modelle der Bewegungssteuerung
Wie die Bewegungssteuerung des Menschen funktioniert, konnte bisher nicht vollständig geklärt werden. Erklärungsmodelle lassen sich meist einer der folgenden drei Erklärungsansätze zuordnen:
1. Informationstheoretischer Ansatz
2. Handlungstheoretischer Ansatz
3. Systemdynamischer Ansatz

## Der Informationstheoretische Ansatz
Es wird grundsätzlich angenommen, dass Bewegungen das Ergebnis von Informationsverarbeitungsprozessen sind. Die Kontrolle erfolgt durch zentrale Instanzen und der Verarbeitung von extrinsischen und intrinsischen Rückmeldungen. Bewegungslernen erfolgt über den Aufbau und die Stabilisierung von internen Repräsentationen (interne Modelle). Beispiele sind hier die GMP-Theorie und die open- und closed-loop-Theorien.

## Der Handlungstheoretische Ansatz
Es wird angenommen, dass Bewegungen zielgerichtet und ganzheitlich sind. Sie vollziehen sich in der Auseinandersetzung einer Person mit der materiellen und sozialen Umwelt. Bewegungslernen geschieht über die Ausbildung von Regeln, mit denen die Auswahl und Abfolge von basalen Handlungseinheiten festgelegt wird. Beispiele sind hier das TOTE-Modell und die Handlungstheorie von Nitsch.

## Der Systemdynamische Ansatz
Der systemdynamische Ansatz baut auf der Theorie dynamischer Systeme auf. Hiernach ist Bewegung das Ergebnis von Selbstorganisationsprozessen. Die Kontrolle der Bewegung erfolgt durch situationsangepasste Muskelkopplungen. Bewegungslernen erfolgt hier als ein Such- und Erfahrungsprozess im Wahrnehmungs- und Erfahrungsraum. Beispiele sind Ökologische Aktionstheorien, die Synergetik, aber auch die Chaos-Theorie. Ein Beispiel für die Übertragung dieses Modells auf das Bewegungslernen ist das Differenzielle Lernen.